# La bionda e lo sceriffo
La bionda e lo sceriffo (The Sheriff of Fractured Jaw) è un film del 1958 diretto da Raoul Walsh.
È un western statunitense e britannico con Kenneth More, Jayne Mansfield, Henry Hull e Bruce Cabot. È basato sul racconto breve del 1954 The Sheriff of Fractured Jaw di Jacob Hay.

## Produzione
Il film, diretto da Raoul Walsh su una sceneggiatura di Howard Dimsdale (ai tempi di uscita non accreditato perché inserito nella lista nera di Hollywood) su un soggetto di Jacob Hay, fu prodotto da Daniel M. Angel per la Twentieth Century Fox e girato nei Pinewood Studios a Iver Heath e in Spagna dal 26 aprile 1958.

## Distribuzione
Il film fu distribuito con il titolo The Sheriff of Fractured Jaw negli Stati Uniti dal 14 marzo 1959 al cinema dalla Twentieth Century Fox.
Altre distribuzioni:
- nel Regno Unito il 28 ottobre 1958 (première)
- in Germania Ovest il 13 marzo 1959 (Sheriff wider Willen)
- in Svezia il 16 marzo 1959 (En gentleman i vildaste västern)
- in Finlandia il 10 aprile 1959 (Sheriffi vastoin tahtoaan)
- in Austria nel maggio del 1959 (Sheriff wider Willen)
- in Danimarca il 6 luglio 1959 (En gentleman i det vilde vesten)
- in Brasile (Os Apuros de um Xerife)
- in Spagna (La rubia y el Sheriff)
- in Francia (La blonde et le shérif)
- in Grecia (Min ta vazete mazi mou)
- in Italia (La bionda e lo sceriffo)
- in Portogallo (O Sheriff e a Loira)

## Critica
Secondo il Morandini il film è un "western in cadenze da commedia quasi parodistiche".